# عرین، ادلب
عرین (به عربی: العرین) یک روستا در سوریه است که در ناحیه مرکزی جسر الشغور واقع شده‌است. عرین ۶۶۳ نفر جمعیت دارد.